# Cobán
Cobán (del idioma choltí o maya yucateco koban, significa «codorniz ») es un municipio, ciudad y también cabecera del Departamento de Alta Verapaz, localizada en la República de Guatemala a 1320 metros de altitud. La Conurbación Metropolitana de Cobán es la segunda aglomeración urbana más grande del país y uno de los destinos turísticos más visitados del país. Actualmente Cobán sin contar su área metropolitana es la cuarta ciudad más poblada del país, solamente superada por la Ciudad de Guatemala, Villa Nueva y Mixco.
Luego de la conquista de Guatemala por los españoles, y de las Capitulaciones de Tezulutlán fue una doctrina a cargo de los frailes dominicos, hasta que estos tuvieron que entregar sus doctrinas al clero secular en 1754.  Después de la Independencia de Centroamérica fue uno de los municipios originales del Estado de Guatemala en 1825.
Debido a las concesiones que otorgara el gobierno liberal del general Justo Rufino Barrios a finales del siglo xix hubo una segunda colonización de la región, esta vez por parte de familias alemanas como los Diesseldorf, Thomae y Sapper, entre otros, quienes se dedicaron al cultivo de café a gran escala.  Aunque se vieron severamente afectados tras las derrotas de Alemania en la Primera y Segunda Guerras Mundiales, los descendientes de los colonos alemanes todavía tienen una fuerte presencia en la región.
A partir de 1970 La Franja Transversal del Norte forma parte de Cobán, abarcando un gran trayecto en la zona norte de Alta Verapaz.[#La Franja Transversal del Norte|Franja Transversal del Norte]].

## Toponimia
El Q'eqchi' es el idioma indígena que se habla actualmente en Cobán (junto con el castellano), sin embargo un censo realizado en la Lista de Tributarios colonial reveló que el idioma hablado en el siglo XVII era el choltí, porque origen de la mayoría de sus habitantes es la región de la Franja Transversal, el Petexbatún y la selva Lacandona. 
Sigue siendo un enigma a que entidad política se refería el término Cobán. Sin embargo uno de los argumentos con mejor sustento científico es el basado en los estudios recientes del antropólogo neerlandés Ruud Van Akkeren. De acuerdo a las investigaciones más recientes de Van Akkeren el topónimo Cobán ya aparecía en la Escalinata Jeroglífica 2 del sitio arqueológico de Dos Pilas en 662 DC., aunque siendo un enigma a que entidad política se refería el término Cobán. El antropólogo neerlandés, en su libro Xib´alb´a, propone como significado del nombre Cobán, el nombre de una avecilla parecida a una codorniz, que en lengua Acalá se dice exactamente «Cobán», siendo que gran parte de los  actuales pobladores cobaneros son descendientes directos de los Acalaes y de los Lacandones.

## División política
La población aproximada de Cobán es de 241 568 personas, de acuerdo a una estimación del Instituto Nacional de Estadística de Guatemala (INE) en 2013. La población predominante es la indígena Q'eqchi' con un 64.6 % de la población, seguida de los descendientes de la colonia alemana que se estableció en la región en el siglo xix (25 %) y de los mestizos, que constituyen el resto.
| División                                                                    | Listado | |
| --------------------------------------------------------------------------- | --- | --- |
| Aldeas                                                                      | \| - Chicuxab - Chirrepec (Cooperativa) - Chitu - Chionón - Chitocán - Coxopur \| - Ostua - El Rosario - Choval - Sacranix - Santa Marta - Sarraxoch - Sayaxut \| - Sonte - Samac (Cooperativa) - Chicoj (Cooperativa) - Uculá - Tontem - Trece Aguas O Oxlajuja - Xucaneb \| | |
| Caseríos de la aldea Tontem                                                 | Casacanix, Chaquivillá, Chajché, Chiajtzoxul, Chinimlajón, Chirraxquén, Chirretzaj, Comunidad Chibulbut, Rubeljí o Carola, Sachisay e Yealgo | |
| Caseríos del resto de aldeas                                                | Chirremesche, Chibencorral, Chichaic, Sacuachil, Samul, Tiranché, Tzimajil y Chichut | |
| - Chicuxab - Chirrepec (Cooperativa) - Chitu - Chionón - Chitocán - Coxopur | - Ostua - El Rosario - Choval - Sacranix - Santa Marta - Sarraxoch - Sayaxut | - Sonte - Samac (Cooperativa) - Chicoj (Cooperativa) - Uculá - Tontem - Trece Aguas O Oxlajuja - Xucaneb |

## Lugares Poblados
Cobán se posiciona como el sexto municipio más poblado de Guatemala , con un total de 212 421 habitantes hasta el Censo 2018 . El municipio alberga un total de 551 incluidos aldeas, asentamientos, colonias, fincas y ciudad . Entre los 20 lugares más poblados, vive el 35% de la población cobanera.
A continuación un listado de los 20 lugares más poblados del municipio de Cobán:
| #     | Código  | Lugar                  | Tipo    | Población | Zona    |
| ----- | ------- | ---------------------- | ------- | --------- | ------- |
| 1     | 1601001 | Cobán (Centro)         | Ciudad  | 27 212    | 1       |
| 2     | 1601204 | La Nueva Esperanza     | Colonia | 7 294     | 12      |
| 3     | 1601045 | Chajchucub             | Otro    | 4 795     | 11      |
| 4     | 1601108 | Chivencorral           | Colonia | 3 882     | 12      |
| 5     | 1601150 | El Esfuerzo I          | Colonia | 3 183     | 12      |
| 6     | 1601373 | San Jose La Colonia    | Finca   | 3 111     | 9       |
| 7     | 1601487 | Tontem                 | Aldea   | 2 888     | 3       |
| 8     | 1601389 | San Pablo Xucaneb      | Aldea   | 2 442     | 12      |
| 9     | 1601335 | Sacanilla              | Caserío | 2 402     | 9       |
| 10    | 1601050 | Chama Grande           | Finca   | 2 366     | 10      |
| 11    | 1601338 | Sachamach              | Finca   | 2 291     | 6       |
| 12    | 1601151 | El Esfuerzo II         | Colonia | 2 246     | 12      |
| 13    | 1601071 | Chicuxab               | Aldea   | 2 230     | 10      |
| 14    | 1601343 | Secocpur               | Aldea   | 2 167     | 12      |
| 15    | 1601087 | Chinasayub             | Aldea   | 2 072     | 8       |
| 16    | 1601350 | Salacuim               | Aldea   | 1 996     | 3       |
| 17    | 1601292 | Pequixul               | Caserío | 1 823     | 5       |
| 18    | 1601294 | Petet Chixic           | Colonia | 1 795     | 12      |
| 19    | 1601179 | Residenciales Imperial | Colonia | 1 718     | 7       |
| 20    | 1601396 | San Vicente            | Colonia | 1 701     | 6       |
| Cobán | Cobán   | Cobán                  | Cobán   | 212 421   | 212 421 |

## Geografía física

### Clima
Según la Clasificación climática de Köppen, Cobán tiene un clima subtropical húmedo monzonico (Cwa) con influencias de un clima oceánico subtropical (Cfb) ; y se caracteriza por grandes precipitacitaciones en la estación húmeda, distribuidos a lo largo de la ciudad y alrededor de municipios aledaños. Aunque se registran más de 2,000 mm anuales, los meses con menos precipitaciones son de febrero a abril, mientras que los de más acumulación son junio y septiembre. Una característica singular de su clima es el "Chipi-Chipi", que son lloviznas ligeras que son muy comunes en los meses de noviembre a marzo, y que su duración puede abarcar por varias horas; e incluso, por varios días (de allí deriva el nombre de la ciudad). Las lluvias en la región son muy copiosas, pero no son muy constantes.
| Parámetros climáticos promedio de Cobán | Parámetros climáticos promedio de Cobán | Parámetros climáticos promedio de Cobán | Parámetros climáticos promedio de Cobán | Parámetros climáticos promedio de Cobán | Parámetros climáticos promedio de Cobán | Parámetros climáticos promedio de Cobán | Parámetros climáticos promedio de Cobán | Parámetros climáticos promedio de Cobán | Parámetros climáticos promedio de Cobán | Parámetros climáticos promedio de Cobán | Parámetros climáticos promedio de Cobán | Parámetros climáticos promedio de Cobán | Parámetros climáticos promedio de Cobán |
| Mes                                     | Ene.                                    | Feb.                                    | Mar.                                    | Abr.                                    | May.                                    | Jun.                                    | Jul.                                    | Ago.                                    | Sep.                                    | Oct.                                    | Nov.                                    | Dic.                                    | Anual                                   |
| --------------------------------------- | --------------------------------------- | --------------------------------------- | --------------------------------------- | --------------------------------------- | --------------------------------------- | --------------------------------------- | --------------------------------------- | --------------------------------------- | --------------------------------------- | --------------------------------------- | --------------------------------------- | --------------------------------------- | --------------------------------------- |
| Temp. máx. media (°C)                   | 22.9                                    | 23.4                                    | 24.8                                    | 28.4                                    | 28.9                                    | 26.7                                    | 25.0                                    | 24.4                                    | 24.3                                    | 23.4                                    | 23.4                                    | 23.1                                    | 24.9                                    |
| Temp. media (°C)                        | 17.4                                    | 18.0                                    | 18.6                                    | 22.1                                    | 23.7                                    | 21.3                                    | 19.0                                    | 19.0                                    | 19.0                                    | 19.0                                    | 18.0                                    | 17.5                                    | 19.4                                    |
| Temp. mín. media (°C)                   | 11.5                                    | 11.2                                    | 12.1                                    | 13.7                                    | 14.9                                    | 16.0                                    | 15.7                                    | 15.4                                    | 15.4                                    | 14.4                                    | 13.0                                    | 11.8                                    | 13.8                                    |
| Precipitación total (mm)                | 54                                      | 33                                      | 20                                      | 15                                      | 75                                      | 108                                     | 123                                     | 141                                     | 179                                     | 115                                     | 80                                      | 70                                      | 1013                                    |
| Fuente: Climate-Data.org                |                                         |                                         |                                         |                                         |                                         |                                         |                                         |                                         |                                         |                                         |                                         |                                         |                                         |

### Ubicación geográfica

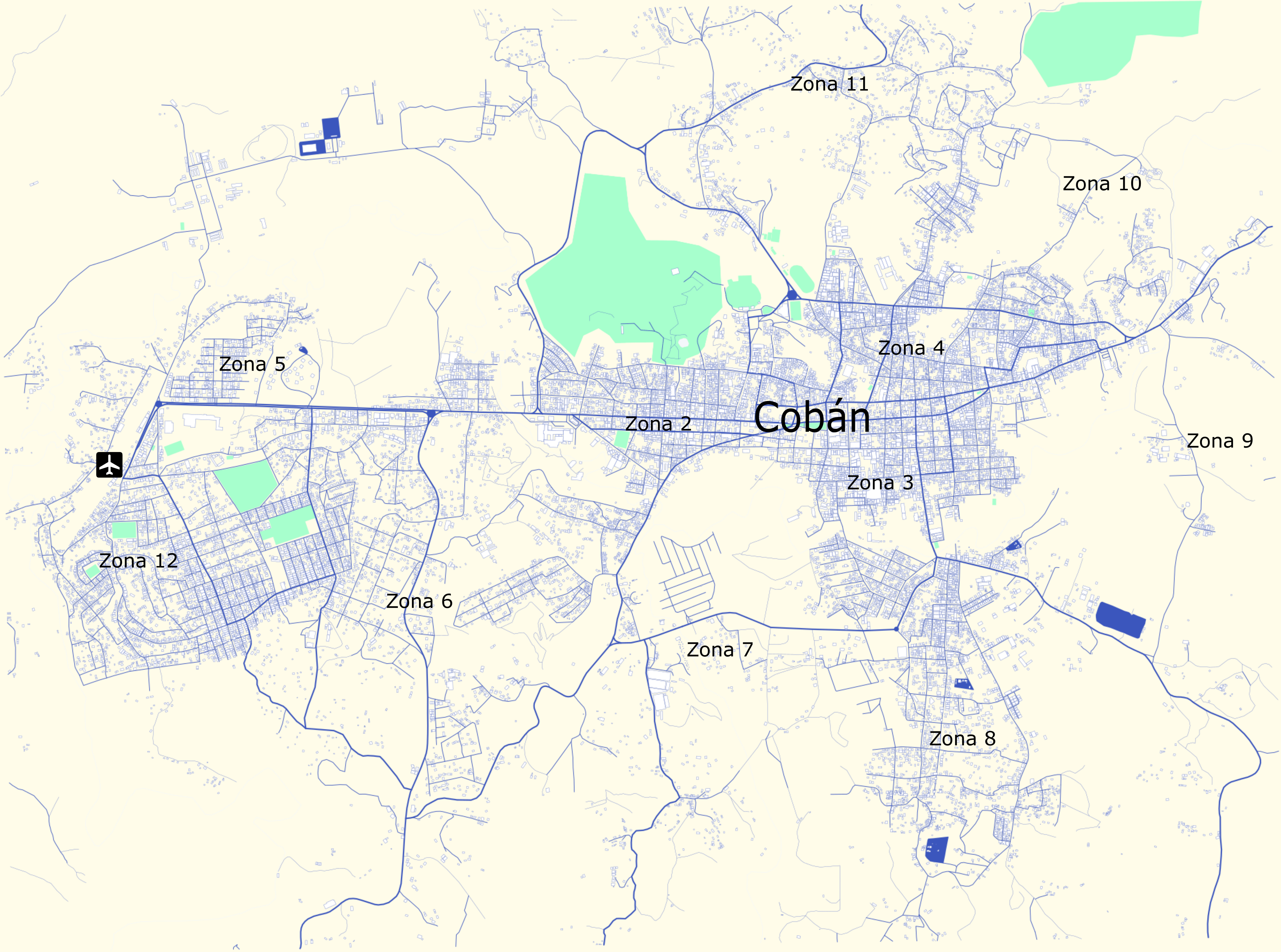
Mapa de la ciudad de Cobán y sus respectivas zonas

La ciudad de Cobán está ubicada a 212 km de la ciudad de Guatemala; se ubica en la latitud 15°28′7″ N y longitud 90°22'36"W. Cuenta con una extensión territorial de 2132 km². Su altitud es de 1316 m s. n. m., el monumento de elevación se encuentra en la cabecera departamental. Debido a que su terreno es kárstico en su mayoría, su topografía es variada, con montañas y simas o siguanes que sobrepasan los 1000 m de elevación y los 100 m de profundidad respectivamente; las tierras bajas descienden hasta unos 300 metros sobre el nivel del mar en el área norte.
Está en medio de la plataforma kárstica central (calizas) convirtiendo esta ciudad en la meca de las grutas y cavernas, las cuales están siendo exploradas por espeleólogos guatemaltecos —como Orión Asturias— y extranjeros, quienes están realizando estudios cartográficos y biológicos.
Las colindancias del municipio son:
- Norte: departamento de Petén
- Noroeste: Ixcán, municipio del departamento de Quiché
- Sur: San Cristóbal Verapaz, Santa Cruz Verapaz, Tactic y Tamahú, municipios del departamento de Alta Verapaz
- Este: Chisec, San Pedro Carchá y San Juan Chamelco, municipios de Alta Verapaz
- Oeste: Uspantán, departamento de Quiché

| Noroeste: Ixcán                                          | Norte: Petén                                                |                                                 |
| Oeste: Uspantán, municipio del departamento de El Quiché |                                                             | Este: Chisec San Pedro Carchá San Juan Chamelco |
|                                                          | Sur: San Cristóbal Verapaz Santa Cruz Verapaz Tactic Tamahú |                                                 |

## Gobierno municipal
Los municipios se encuentran regulados en diversas leyes de la República, que establecen su forma de organización, lo relativo a la conformación de sus órganos administrativos y los tributos destinados para los mismos.  Aunque se trata de entidades autónomas, se encuentran sujetos a la legislación nacional y las principales leyes que los rigen desde 1985 son:
| N.º | Ley                                                | Descripción |
| --- | -------------------------------------------------- | --- |
| 1   | Constitución Política de la República de Guatemala | Tiene una regulación legal específica para los municipios en los artículos 253 al 262. |
| 2   | Ley Electoral y de Partidos Políticos              | Ley de carácter constitucional aplicable a los municipios en el tema de la conformación de sus autoridades electas. |
| 3   | Código municipal                                   | Decreto 12-2002 del Congreso de la República de Guatemala. Tiene la categoría de ley ordinaria y contiene preceptos generales aplicables a todos los municipios, e inclusive contiene legislación referente a la creación de los municipios.             |
| 4   | Ley de Servicio Municipal                          | Decreto 1-87 del Congreso de la República de Guatemala. Regula las relaciones entra la municipalidad y los servidores públicos en materia laboral. Tiene su base constitucional en el artículo 262 de la constitución que ordena la emisión de la misma. |
| 5   | Ley General de Descentralización de Guatemala      | Decreto 14-2002 del Congreso de la República de Guatemala. Regula el deber constitucional del Estado, y por ende del municipio, de promover y aplicar la descentralización y desconcentración económica y administrativa.                                |

El gobierno de los municipios está a cargo de un Concejo municipal mientras que el código municipal —ley ordinaria que contiene disposiciones que se aplican a todos los municipios— establece que «el concejo municipal es el órgano colegiado superior de deliberación y de decisión de los asuntos municipales […] y tiene su sede en la circunscripción de la cabecera municipal»; el artículo 33 del mencionado código establece que «[le] corresponde con exclusividad al concejo municipal el ejercicio del gobierno del municipio».
El concejo municipal se integra con el alcalde, los síndicos y concejales, electos directamente por sufragio universal y secreto para un período de cuatro años, pudiendo ser reelectos.
Existen también las Alcaldías Auxiliares, los Comités Comunitarios de Desarrollo (COCODE), el Comité Municipal del Desarrollo (COMUDE), las asociaciones culturales y las comisiones de trabajo. Los alcaldes auxiliares son elegidos por las comunidades de acuerdo a sus principios y tradiciones, y se reúnen con el alcalde municipal el primer domingo de cada mes, mientras que los Comités Comunitarios de Desarrollo y el Comité Municipal de Desarrollo organizan y facilitan la participación de las comunidades priorizando necesidades y problemas.
Los alcaldes que ha habido en el municipio son:
- 2012-2016: Leonel Arturo Barrios[12]
- 2016-2020: Jorge Cordová

## Conurbación Metropolitana de las Verapaces
La Conurbación Metropolitana de las Verapaces es una conurbación de Guatemala, en la región montañosa central del país conformada por 5 ciudades del Departamento de Alta Verapaz, con una población  de 799 404 habitantes (para 2020), en donde 310 102 son provenientes de Cobán,  279 972 de San Pedro Carchá, 80 613 de San Cristóbal Verapaz, 73 130 de San Juan Chamelco y  55 587 de Santa Cruz Verapaz, siendo éste el segundo núcleo urbano más grande de Guatemala solamente superado por el área metropolitana de la Ciudad de Guatemala.
Las ciudades que conforman dicha área son las siguientes:
1. Cobán
2. San Pedro Carchá
3. San Juan Chamelco
4. San Cristóbal Verapaz
5. Santa Cruz Verapaz

## Historia

### Los dominicos en la Verapaz

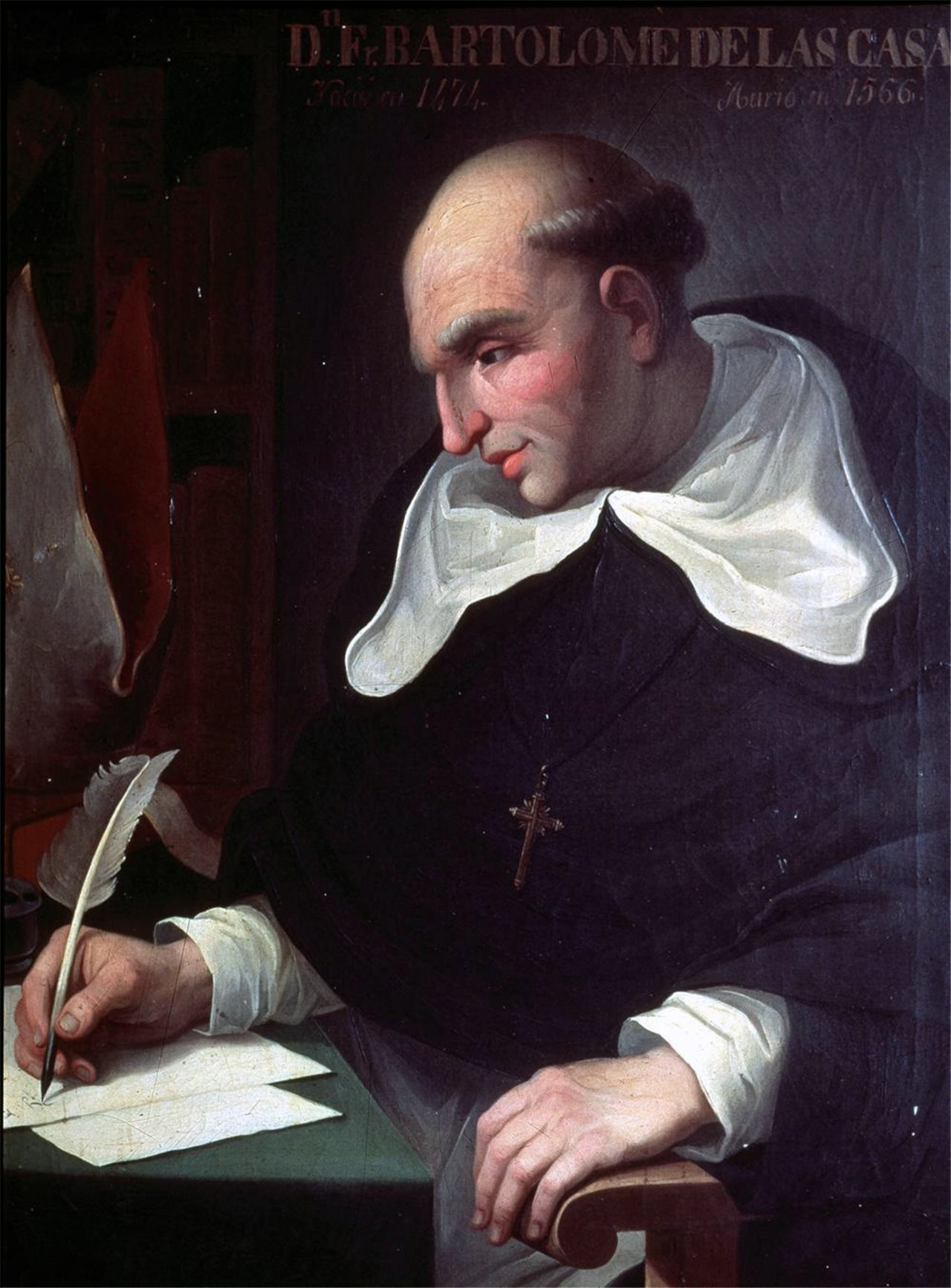
Fray Bartolomé de las Casas, O.P., quien junto a los frailes Rodrigo de Landa, Pedro de Angulo y Luis de Cáncer iniciaron la catequización de las Verapaces en 1542.

En noviembre de 1536, el fraile Bartolomé de las Casas, O.P. se instaló en Santiago de Guatemala. Meses después el obispo Juan Garcés, que era amigo suyo, le invitó a trasladarse a Tlascala. Posteriormente, volvió a trasladarse a Guatemala. El 2 de mayo de 1537 consiguió del gobernador licenciado Don Alfonso de Maldonado un compromiso escrito ratificado el 6 de julio de 1539 por el Virrey de México Don Antonio de Mendoza, que los nativos de Tuzulutlán, cuando fueran conquistados, no serían dados en encomienda sino que serían vasallos de la Corona. Las Casas, junto con otros frailes como Pedro de Angulo y Rodrigo de Ladrada, buscó a cuatro indios cristianos y les enseñó cánticos cristianos donde se explicaban cuestiones básicas del Evangelio. Posteriormente encabezó una comitiva que trajo pequeños regalos a los indios (tijeras, cascabeles, peines, espejos, collares de cuentas de vidrio...) e impresionó al cacique, que decidió convertirse al cristianismo y ser predicador de sus vasallos. El cacique se bautizó con el nombre de Juan. Los nativos consintieron la construcción de una iglesia pero otro cacique llamado Cobán quemó la iglesia. Juan, con 60 hombres, acompañado de Las Casas y Pedro de Angulo, fueron a hablar con los indios de Cobán y les convencieron de sus buenas intenciones.
Las Casas, fray Luis de Cáncer, fray Rodrigo de Ladrada y fray Pedro de Angulo, O.P. tomaron parte en el proyecto de reducción y pacificación, pero fue Luis de Cáncer quien fue recibido por el cacique de Sacapulas logrando realizar los primeros bautizos de los habitantes. El cacique «Don Juan» tomó la iniciativa de casar a una de sus hijas con un principal del pueblo de Cobán bajo la religión católica.
Las Casas y Angulo fundaron el pueblo de Rabinal, y Cobán fue la cabecera de la doctrina católica. Tras dos años de esfuerzo el sistema de reducción comenzó a tener un éxito relativo, pues los indígenas se trasladaron a terrenos más accesibles y se fundaron localidades al modo español. El nombre de «Tierra de Guerra» fue sustituido por el de «Vera Paz» (verdadera paz), denominación que se hizo oficial en 1547.

### Doctrina de los dominicos

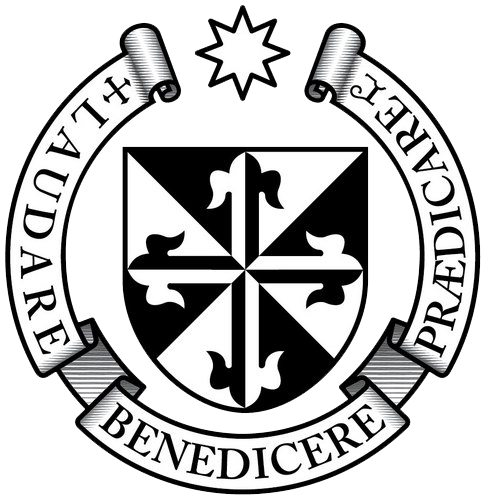
Escudo de la Orden de Predicadores.

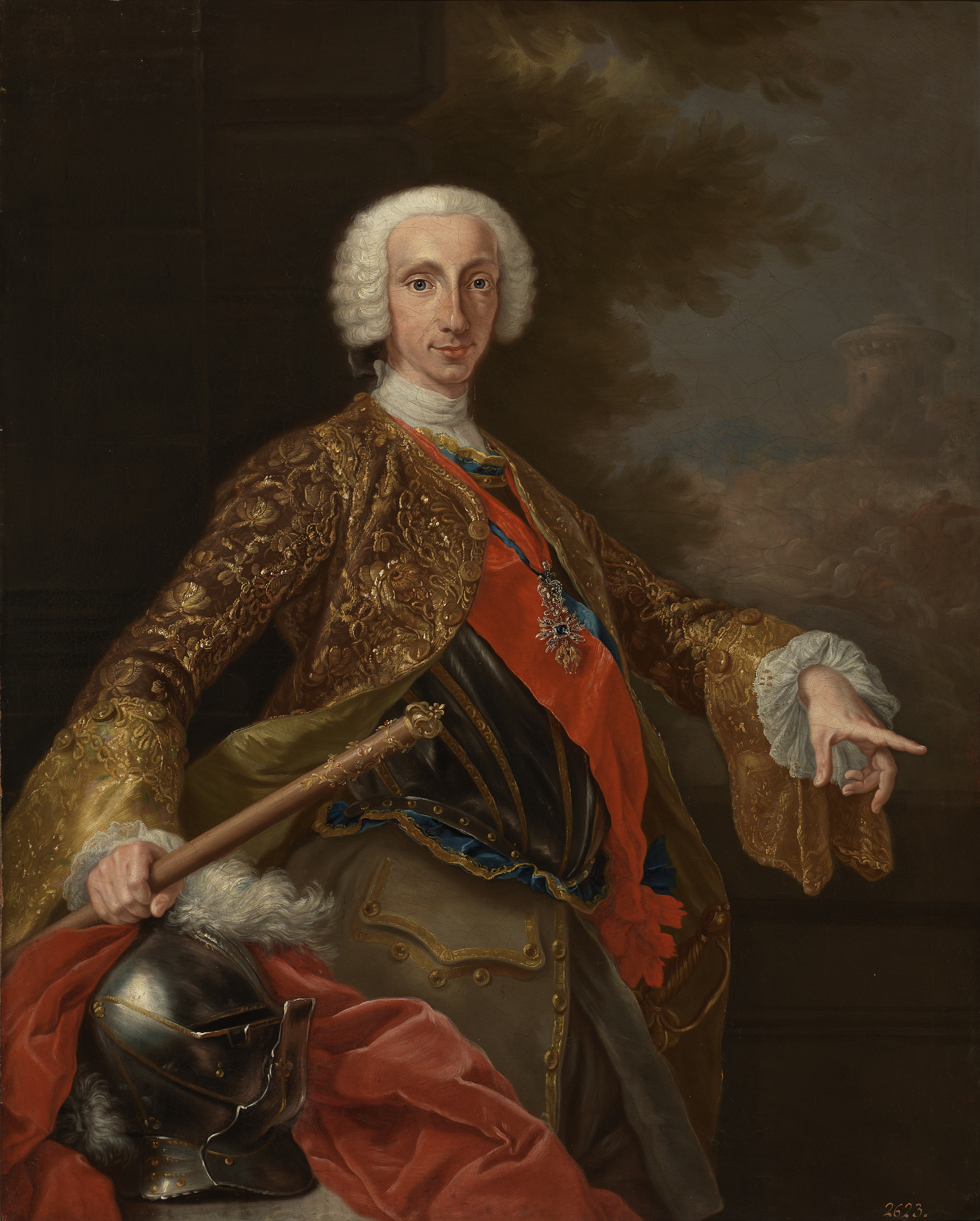
Rey Carlos III de España, promotor de las reformas borbónicas.

La Corona española se enfocó en la catequización de los indígenas; las congregaciones fundadas por los misioneros reales en el Nuevo Mundo fueron llamadas «doctrinas de indios» o simplemente «doctrinas». Originalmente, los frailes tenían únicamente una misión temporal: enseñarle la fe católica a los indígenas, para luego dar paso a parroquias seculares como las establecidas en España; con este fin, los frailes debían haber enseñado los evangelios y el idioma español a los nativos. Ya cuando los indígenas estuvieran catequizados y hablaran español, podrían empezar a vivir en parroquias y a contribuir con el diezmo, como hacían los peninsulares.
Pero este plan nunca se llevó a cabo, principalmente porque la corona perdió el control de las órdenes regulares tan pronto como los miembros de estas se embarcaron para América. Por otra parte, protegidos por sus privilegios apostólicos para ayudar a la conversión de los indígenas, los misionares solamente atendieron a la autoridad de sus priores y provinciales, y no a la de las autoridades españolas ni a las de los obispos. Los provinciales de las órdenes, a su vez, únicamente rendían cuentas a los líderes de su orden y no a la corona; una vez habían establecido una doctrina, protegían sus intereses en ella, incluso en contra de los intereses del rey y de esta forma las doctrinas pasaron a ser pueblos de indios que se quedaron establecidos para todo el resto de la colonia.
Las doctrinas fueron fundadas a discreción de los frailes, ya que tenían libertad completa para establecer comunidades para catequizar a los indígenas, con la esperanza de que estas pasaran con el tiempo a la jurisdicción de una parroquia secular a la que se le pagaría el diezmo; en realidad, lo que ocurrió fue que las doctrinas crecieron sin control y nunca pasaron al control de parroquias. La administración colectiva por parte del grupo de frailes eran la característica más importante de las doctrinas ya que garantizaba la continuación del sistema de la comunidad en caso falleciese uno de los dirigentes.
En 1638, los dominicos separaron a sus grandes doctrinas —que les representaban considerables ingresos económicos— en grupos centrados en sus seis conventos:  Los conventos estaban en: la ciudad de Santiago de los Caballeros de Guatemala, Amatitlán, Verapaz, Sonsonate, San Salvador y Sacapulas. Específicamente en la Verapaz, la doctrina abarcaba los pobladres de Cahabón, Cobán, Chamelco, San Cristóbal y Tactic.
En 1754, en virtud de una Real Cédula parte de las Reformas Borbónicas, todos los curatos de las órdenes regulares fueron traspasados al clero secular. En 1765 se publicaron las reformas borbónicas de la Corona española, que pretendían recuperar el poder real sobre las colonias y aumentar la recaudación fiscal. Con estas reformas se crearon los estancos para controlar la producción de las bebidas embriagantes, el tabaco, la pólvora, los naipes y el patio de gallos. La real hacienda subastaba el estanco anualmente y un particular lo compraba, convirtiéndose así en el dueño del monopolio de cierto producto. Ese mismo año se crearon cuatro subdelegaciones de la Real Hacienda en San Salvador, Ciudad Real, Comayagua y León y la estructura político administrativa de la Capitanía General de Guatemala cambió a quince provincias:
Además de esta redistribución administrativa, la Corona española estableció una política tendiente a disminuir el poder de la Iglesia católica, el cual hasta ese momento era prácticamente absoluto sobre los vasallos españoles. Esta política de disminución de poder de la iglesia se basaba en la Ilustración

### Tras la Independencia de Centroamérica

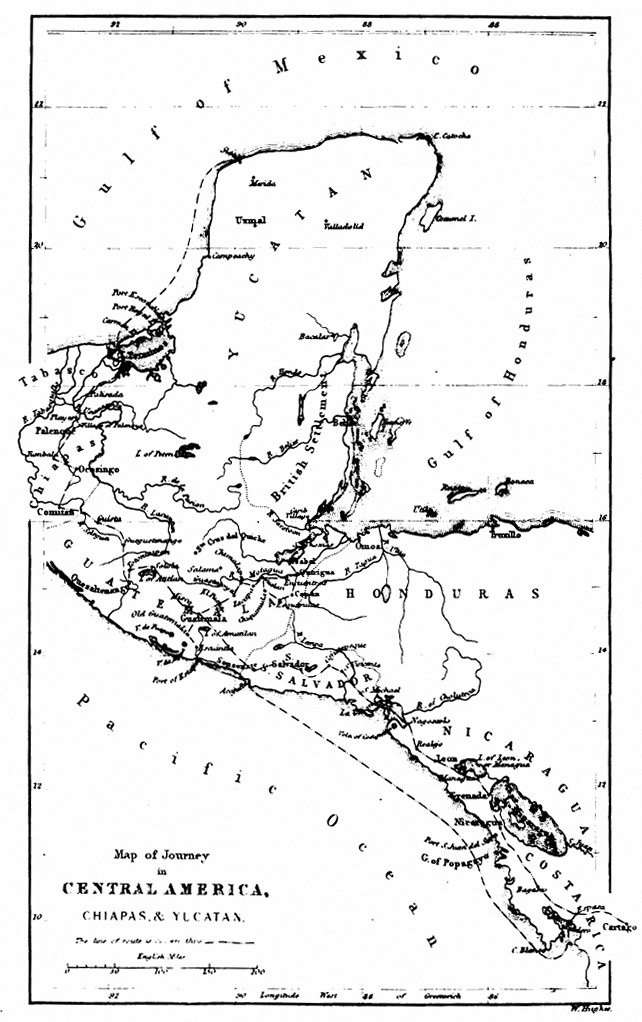
Mapa de Guatemala en 1839, elaborado por el arquitecto británico Frederick Catherwood, quien visitó Guatemala en compañía del explorador estadounidense John Lloyd Stephens en comisión del presidente de los Estados Unidos, Martin Van Buren.

El Estado de Guatemala fue definido de la siguiente forma por la Asamblea Constituyente de dicho estado que emitió la constitución del mismo el 11 de octubre de 1825: «el estado conservará la denominación de Estado de Guatemala y lo forman los pueblos de Guatemala, reunidos en un solo cuerpo.  El estado de Guatemala es soberano, independiente y libre en su gobierno y administración interior.»
Cobán fue uno de los municipios originales del Estado de Guatemala y la cabecera del departamento de Verapaz fundado en 1825; este departamento tenía a los municipios de Cobán, Cahabón, Tactic, Salamá y Rabinal, además del distrito de Petén.
La constitución del Estado de Guatemala promulgada el 11 de octubre de 1825 —y no el 11 de abril de 1836, como numerosos historiadores han reportado incorrectamente—  creó los distritos y sus circuitos correspondientes para la administración de justicia según el Código de Lívingston traducido al español por José Francisco Barrundia y Cepeda; Cobán era parte del Circuito del mismo nombre en el distrito N.º 5 de Verapaz junto con Carchá, Chamelco, Santa Cruz, San Cristóbal, San Joaquín, Santa Ana, Tamajú, Tucurú, Chamiquín y Purulá.

### Expulsión de los dominicos
Los criollos liberales quisieron eliminar el poder del clero regular y de los conservadores guatemaltecos; así, en 1829, tras el derrocamiento del gobernador conservador Mariano de Aycinena y Piñol y la derrota del Clan Aycinena en la guerra civil centroamericana, tanto los conservadores como las órdenes regulares de la Iglesia católica —entre ellas la Orden de Predicadores— fueron expulsados de Centroamérica.

### La segunda colonia: los alemanes en la Verapaz
La región de Alta Verapaz cuenta con la característica de haber vivido dos procesos fuertes de colonia, la primera por los frailes dominicos con el favor y apoyo de la Corona Española; y la segunda por los alemanes que se había concentrado en Verapaz a partir de la segunda mitad del siglo xix, apoyados por las políticas estatales del gobierno liberal guatemalteco. Con más de doscientos años de diferencia entre cada uno. De tal modo, se puede evidenciar cómo esta región hay estado en un aislamiento desde su fundación. Se llevaron a cabo dos procesos de colonia con fuertes consecuencias ideológicas, pues ambas se valieron de aparatos de control ideológicos para mantener un orden dentro de la región.
La colonia alemana en Verapaz inicia el 1863 con la llegada del primer alemán a la región, y finaliza en 1943, cuando Jorge Ubico Castañeda, por presiones de Estados Unidos y casi por terminar la Segunda Guerra Mundial, expulsa a los alemanes residentes en Guatemala, y especialmente a los alemanes seguidores de Adolf Hitler en Cobán y sus alrededores.
En la segunda mitad del siglo xix, el presidente Justo Rufino Barrios (1835-1885) comenzó la adjudicación de tierras de la Verapaz a agricultores alemanes; los alemanes establecieron una colonia en Alta Verapaz gracias a generosas concesiones otorgadas también por los presidentes liberales Manuel Lisandro Barillas Bercián, José María Reyna Barrios y Manuel Estrada Cabrera. La inmigración alemana en Guatemala empezó con Heinrich Rudolf Dieseldorff (Rodolfo Dieseldorff), en 1863; tras él vinieron grupos de inmigrantes alemanes eran en su mayoría jóvenes que aprendieron el idioma q'eqchi', y varios de ellos se mezclaron con algunas mujeres indígenas. En Cobán, se centró una gran comunidad de alemanes que llegaron a dominar las tierras del cultivo del café, donde a sus trabajadores pagaban con monedas acuñadas por cada propietario, además que sólo podían comprar en la despensa de la finca, con lo cual el patrono obtenía una segura ganancia extra.
El Decreto 170 (o Decreto de Redención de Censos) promulgado por el gobierno de Justo Rufino Barrios en 1877, facilitó la expropiación de las tierras a los indígenas en favor de los alemanes, al propiciar la venta en pública subasta de las tierras comunales.  Desde esta época, la principal actividad económica fue la agroexportadora, especialmente de café, banano y cardamomo.  La propiedad comunal, dedicada a cultivos de subsistencia y que había sido conservada por el gobierno del general Rafael Carrera, se convirtió en propiedad privada dirigida al cultivo y comercialización a gran escala de productos agrarios. Por tanto, las características fundamentales del sistema productivo, fueron desde esa época la acumulación de la propiedad en pocas manos, y una especie de «servidumbre de finca», basada en la explotación de los «mozos colonos», lo que —de acuerdo a los izquierdistas guatemaltecos— este es sólo un eufemismo para «esclavos indígenas».
Los alemanes se organizaron en una comunidad muy unida y solidaria, realizando actividades sociales en el Club Alemán o Deutsche Verein, en Cobán, fundado en 1888. En sus inicios, este grupo solo estaba compuesto por socios germanos. El lugar fue remodelado y equipado para dar un ambiente agradable, donde los alemanes se sintieran como en su país. Contaba con una biblioteca, con libros y revistas donados por quienes viajaban a Alemania. Tras la expulsión de los alemanes durante la Segunda Guerra Mundial el club se convirtió en la Sociedad de Beneficencia.
La esposa del arqueólogo Maudslay describió así a los alemanes: "Existe una proporción mucho mayor de extranjeros en Cobán que en cualquier otro pueblo de la República: la inmensa mayoría son alemanes dedicados a las plantaciones de café, y unos cuantos dedicados a la ganadería y a otras industrias; aun cuando se escuchan algunas quejas por el aislamiento por los problemas con los trabajadores y el mantenimiento de las casas, me parece que son muy afortunados desde el punto de vista comercial dada la gran reputación que tiene el café de la Verapaz en el mercado, y la gran importancia comercial que su industria y visión han traído a la región; y, desde el punto de vista personal, son afortunados de disfrutar de un clima delicioso en el que pueden criar a sus hijos de mejillas sonrosadas con salud y fortaleza, todo en los confines de una vida que es medio tropical y medio europea. Hay muy pocos hoteles o fondas, pero la hospitalidad de los extranjeros residentes es magnífica."

#### Educación alemana
Por el creciente número de niños alemanes verapacenses, se formó una escuela alemana para que la educación académica fuera más fiel al Deutschtum (alemanización). En 1935, Juan Schlatermund fue el encargado del comité para la fundación del colegio Alemán o Deutsche Schule en Cobán. Para los niños que vivían en fincas lejanas se instaló, en 1936, dormitorios y comedor. En el primer año hubo 12 estudiantes, el siguiente fueron 30. Julio Justin fue el primer director. El establecimiento educativo alcanzó a tener 60 estudiantes antes de que lo clausuraran en 1941. Años después, algunas fincas tenían sus escuelas, donde estudiaban los hijos de los alemanes —patronos— con los hijos de los quekchíes —trabajadores—. A los alemanes se les permitió la doble nacionalidad, los hijos de alemanes podían ser guatemaltecos por nacer y vivir allí sin perder el ser alemanes por parte de sus padres.

#### Durante el Tercer Reich
Durante el gobierno del Tercer Reich (1933-1945) en Alemania, en Guatemala había rumores que suponían que los alemanes en la Verapaz querían establecerse como una «nueva Alemania» con la política nacional socialista de Hitler. Los alemanes habían adquirido terrenos, manzanas, casas y fincas gracias a las concesiones de los presidentes liberales que gobernaron de 1885 a 1920 en Guatemala, y gozaron de privilegios durante el gobierno dictatorial del general Jorge Ubico.
Un incidente que afectó la existencia de la comunidad alemana verapacense fue cuando en 1935-1936, el Tercer Reich pidió votar a sus ciudadanos sobre la anexión de Austria a Alemania: un barco alemán ancló en Puerto Barrios para efectuar la actividad y quienes asistieron fueron «fichados» como simpatizantes del régimen nazi de Adolfo Hitler.

#### Durante la Segunda Guerra Mundial
La tensión se incrementó cuando se inició la Segunda Guerra Mundial entre Alemania, Francia y Reino Unido en 1939 con la invasión alemana a Polonia y llegó a un punto crítico cuando Japón, aliado de los alemanes, atacó la base militar estadounidense de Pearl Harbor en Oahu, Hawái el 7 de diciembre de 1941; cuando los Estados Unidos ingresaron a la guerra, obligaron al presidente Jorge Ubico a expulsar a los alemanes de Guatemala e intervenir todas sus propiedades. Los Estados Unidos tenían una fuerte influencia en el gobierno guatemalteco, gracias a las concesiones otorgadas a las empresas norteamericanas, como la United Fruit Company que tenía el monopolio de la exportación de banano y por el que prácticamente no pagaba impuestos a Guatemala, y el transporte por ferrocarril por medio de su subsidiaria International Railroads of Central America (IRCA).  La frutera era el pilar más fuerte del gobierno de Ubico y formaba parte de la política estadounidense que se había iniciado con el presidente Teddy Roosevelt durante las negociaciones con Colombia para la construcción del Canal de Panamá en 1903. Los alemanes varones se vieron obligados a abandonar a su país de origen obligados a ingresar a las filas del ejército alemán. El historiador guatemalteco Francis Polo Sifontes cuenta que durante la Segunda Guerra Mundial muchos alemanes fueron llamados para prestar servicio militar en su país. Después de la guerra, algunos quedaron prisioneros en los campos de concentración de Rusia, y otros alegaban ser guatemaltecos para evitar la prisión.[cita requerida]
La influencia alemana perduró en Cobán y Verapaz: descendencia, comercio, producción de café y cardamomo, además de infraestructura y sistemas de agricultura. Existe un gran número de apellidos que los alemanes heredaron a sus hijos y debido al mestizaje con la población maya-q'eqchi', muchos apellidos han quedado en personas q'eqchi'es.

#### El caso Nottebohm
El 26 de septiembre de 1881 Friedrich Nottebohm nació en la ciudad de Hamburgo (Alemania), situación que le otorgaba de inmediato la nacionalidad alemana. En 1905 Nottebohm emigró a Guatemala y se estableció en dicho país como comerciante, adquiriendo diversas propiedades con el paso de los años, no obstante Nottebohm a lo largo de los años mantuvo contactos con Alemania en razón a que sus familiares directos aún vivían allí, además de mantener relaciones comerciales con diversas firmas germanas. También Nottebohm mantuvo cierto contacto con el Principado de Liechtenstein, donde residía uno de los hermanos del propio Nottebohm desde el año 1931.
En abril de 1939 Friedrich Nottebohm visitó Alemania, su país natal, pero el 9 de octubre del mismo año, ya iniciada la Segunda Guerra Mundial, Nottebohm viajó a Liechtenstein y solicitó su naturalización en ese país, la cual le fue concedida el 13 de octubre de 1939, emitiéndose a su favor un pasaporte de Liechtenstein el día 20 de ese mismo mes. Con este nuevo pasaporte Nottebohm salió de Liechtenstein en noviembre de 1939 y se dirigió a Suiza, donde pidió una visa al cónsul guatemalteco en Zúrich para regresar a Guatemala, solicitud presentada el 1 de diciembre de 1939.
Nottebohm partió entonces a Alemania y viajó de vuelta a Guatemala a inicios de enero de 1940. Ya en Guatemala, Nottebohm registró su cambio de nacionalidad en el Registro de Extranjeros el 31 de enero de 1940, pidiendo que dicho cambio se mostrase también en su documento de identidad, otorgándosele certificado de extranjero por el Registro Civil guatemalteco.  En 1943, debido a que Guatemala se había declarado en guerra con Alemania, Friedrich Nottebohm fue arrestado por su condición de alemán y fue deportado a Estados Unidos, donde quedó internado por su calidad de "ciudadano de país enemigo" conforme a los propios registros guatemaltecos. En tanto Liechtenstein carecía de misiones diplomáticas propias y ejercía su representación diplomática a través de Suiza (como sucede hasta la actualidad), en diciembre de 1944 el cónsul suizo en Guatemala reclamó al ministro de Relaciones Exteriores guatemalteco la inclusión de "Federico Nottebohm, ciudadano de Liechtenstein" en calidad de alemán dentro de las listas de "ciudadanos enemigos" deportados por Guatemala hacia EE. UU..  No obstante las autoridades guatemaltecas replicaron de inmediato al cónsul suizo afirmando "no reconocer que el Sr. Nottebohm, nacional alemán domiciliado en Guatemala, haya adquirido la nacionalidad de Liechtenstein sin cambiar su domicilio habitual".
Al ser liberado en EE. UU. en 1946, Friedrich Nottebohm trató de regresar a Guatemala, siéndole negada la entrada. En 1949 sus bienes situados en territorio guatemalteco fueron confiscados y Liechtenstein inició en 1951 un proceso ante la Corte Internacional de Justicia de La Haya contra Guatemala, reclamando reparaciones y compensaciones en favor de su ciudadano Friedrich Nottebohm.
La Corte decidió en fallo del 6 de abril de 1955 que no había lugar a la admisibilidad de la demanda; y que por tanto Guatemala no estaba obligada a reconocer la nacionalidad de Liechtenstein adquirida por Nottebohm para los efectos de la protección diplomática, debido a que «la vinculación de hecho existente entre Nottebohm y Liechtenstein en la época que precedió, acompañó y siguió a su naturalización no resulta lo suficientemente estrecha y preponderante en relación con la vinculación que pueda existir entre él y ese otro Estado que permita considerar la nacionalidad que le fue conferida como efectiva; como la expresión jurídica de un hecho social de vinculación preexistente, o que se constituya luego.»

### La Franja Transversal del Norte
La Franja Transversal del Norte fue creada oficialmente durante el gobierno del general Carlos Arana Osorio en 1970, mediante el Decreto 60-70 en el Congreso de la República, para el establecimiento de desarrollo agrario. Las Zonas de Desarrollo Agrario estaban comprendidas dentro de los municipios: Santa Ana Huista, San Antonio Huista, Nentón, Jacaltenango, San Mateo Ixtatán, y Santa Cruz Barillas en Huehuetenango; Chajul y San Miguel Uspantán en el Quiché; Cobán, Chisec, San Pedro Carchá, Lanquín, Senahú, Cahabón y Chahal, en Alta Verapaz y la totalidad del departamento de Izabal.
A mediados de la década de 1970, se descubrió petróleo en la zona y altos oficiales guatemaltecos —incluyendo los expresidentes Fernando Romeo Lucas García y Kjell Eugenio Laugerud García— se convirtieron entonces en grandes terratenientes e inversionistas aprovechando las políticas de traslado de campesinos, acceso a información privilegiada, ampliación del crédito público y grandes proyectos de desarrollo; de hecho, la oficialidad guatemalteca formó el Banco del Ejército, y diversificó sus fondos de pensión.  Pero la presencia del Ejército Guerrillero de los Pobres en el departamento de Quiché, especialmente en la región petrolera de Ixcán, hizo que la guerra civil se recrudeciera en el área y los proyectos no se llevaran a cabo.  La región quedó en un parcial abandono hasta 2008, que se inició la construcción de la carretera en la franja.

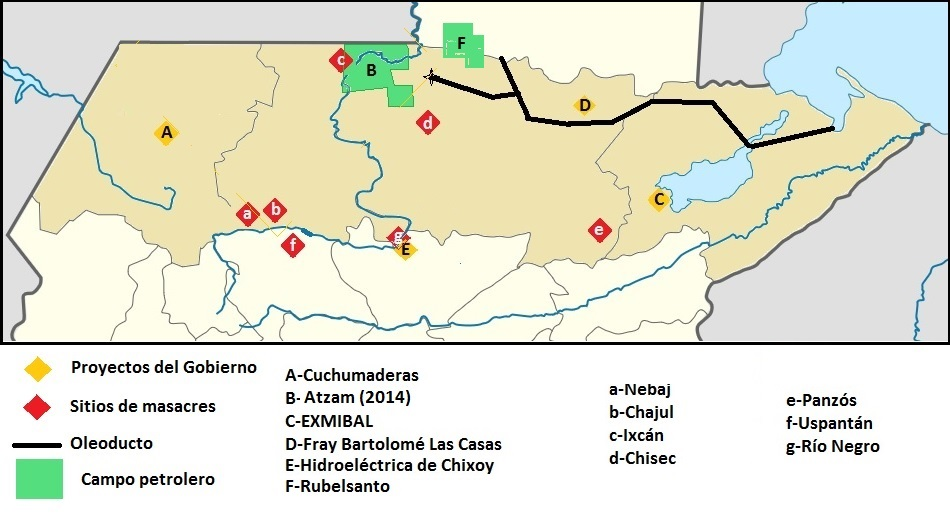
Ubicación de proyectos gubernamentales y de masacres en el área de la Franja Transversal del Norte. Obsérvese el campo petrolero de Atzam que se encuentra operativo en Ixcán.

### SigloXXI
En 2000 la población estimada era de 70 000 habitantes. El municipio de Cobán se encuentra localizado en la parte central del país, que es una región en la que crece café estrictamente duro, y es el mayor productor y exportador de cardamomo del mundo.

#### Caso IGSS-Pisa y su conexión con el empresario cobanero Max Erwin Quirín Schöder

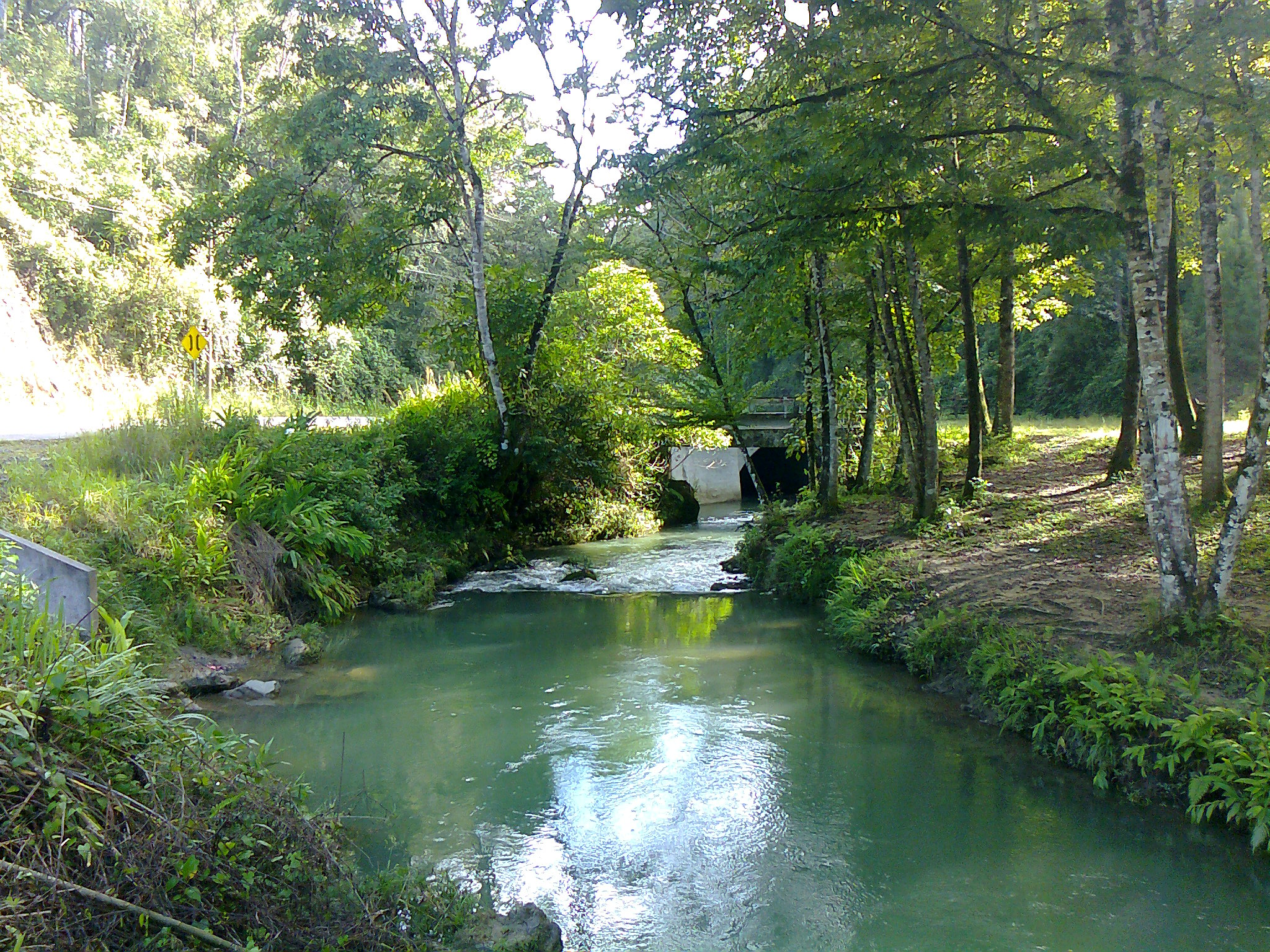
Aldea Coxopur, Cobán, Alta Verapaz

El Instituto Guatemalteco de Seguridad Social adjudicó el 20 de diciembre de 2014 un contrato superior a los ciento dieciséis millones de quetzales a la Droguería PISA, la que a su vez subcontrató a un sanatorio privado para tratar a quinientos treinta enfermos renales, ya que no tenía capacidad para hacerlo en sus instalaciones.  El convenio era proporcionar a los afiliados diálisis peritoneal en forma continua, o ambulatoria o en la unidad de consulta externa.  El 20 de mayo de 2015 se descubrió el caso de corrupción de la junta directiva del Instituto Guatemalteco de Seguridad Social cuyos integrantes fueron capturados por supuestas anomalías en un contrato que el seguro social firmó con la empresa farmacéutica PISA, por medio de la cual se brindaron servicios a pacientes con enfermedades renales y que es acusada de causar la muerte de varios pacientes por las deficiencias en el tratamiento, falta de limpieza e insuficiencia de las instalaciones.
En total hubo dieciséis capturas, entre ellas la del presidente de junta directiva del IGSS, Juan de Dios Rodríguez, y la del representante del CACIF ante la Junta Directiva del IGSS, el empresario cafetalero, Max Erwin Quirín Schöder, quienes fueron detenidos por fraude. Según la investigación, los detenidos se concertaron «con el ánimo de obtener beneficios económicos ilícitos a cambio de la adjudicación de un contrato millonario a la Empresa PISA, que no llenaba los requisitos, ni contaba con estructura básica para brindar el servicio a pacientes renales del Instituto Guatemalteco de Seguridad Social» y se habrían quedado con el quince por ciento del total del monto del contrato, el cual asciende a los ciento dieciséis millones de quetzales.
A partir de 1990, Max Quirín Schöder había destacado en el mundo empresarial cafetalero; sus negocios y fincas se concentran en la Empresa Comercial Agrícola, S.A. (ECOAGRO) con sede en Cobán.  En Alta Verapaz se localizan la mayor parte de sus plantaciones cafetaleras, herencia del potentado cafetalero alemán, Erwin Paul Dieseldorff, quien constituyó un emporio del aromático a finales del siglo xix. Bisnieto de Dieseldorff, Quirín Schöder también heredó la representación empresarial ante las asociaciones y cámaras agrícolas (CACIF) construida por su padre Fredy Quirín Dieseldorff, quien durante las décadas de 1970 y 1980 dirigió en varias ocasiones la Cámara del Agro y la desaparecida Unión Nacional Agropecuaria (UNAGRO) como representante de la Asociación Nacional de Ganaderos del Norte.

## Economía
El municipio de Cobán cuenta con una economía estable y en constante aumento en los últimos años, siendo su base la agricultura, en donde los principales cultivos de la región son el café y el cardamomo, ambos productos son los que más fuentes de empleo generan, en las áreas rurales del municipio también destaca la avicultura, una industria consolidada en la región. Entre otras industrias destacan las artesanías como los tejidos, trabajos de madera y platería. La ciudad también es el centro de importaciones de Alta Verapaz, entre los productos de importación más frecuentes se encuentran los abarrotes, frutas, verduras, telas, productos farmacéuticos, joyería y combustibles que provienen de Quetzaltenango y Ciudad de Guatemala. La ciudad también exporta productos agrícolas como el café y el cardamomo que es enviado a Estados Unidos, Europa y países árabes; el maíz, hortalizas, joyas de plata, artesanías y madera se envían a Ciudad de Guatemala y el ganado bovino se vende en pie a México.
La ciudad ha demostrado un desarrollo económico en aumento en donde ya se observan inversiones en infraestructura, productos de valor agregado y energía. Algunos factores que impulsan el desarrollo y el fortalecimiento de la economía es el crecimiento poblacional que existe, este fenómeno se ve reflejado en la migración de los habitantes del campo a la ciudad, cuyo resultado es una considerable cantidad de ciudadanos jóvenes y emprendedores con una amplia exportación de talentos.

### Cultivo de Cardamomo
Guatemala figura como el principal productor mundial de cardamomo y número uno en su exportación, el cultivo de cardamomo mueve casi el 1% del PIB del país. La región de Cobán, Alta Verapaz junto con Huehuetenango, Baja Verapaz, Izabal y Quiché son las áreas de cultivo de cardamomo del país. Según el Banco de Guatemala se exportaron US$ 367 millones en 2017, durante toda la cadena productiva del grano se posicionan más de 300 000 pequeños agricultores que aportan a la economía de la región. El cardamomo guatemalteco se exporta a la mayoría de países del Medio Oriente, así como a Europa, Asia, Estados unidos, México, Canadá y Sudamérica.

### Cultivo de palma africana

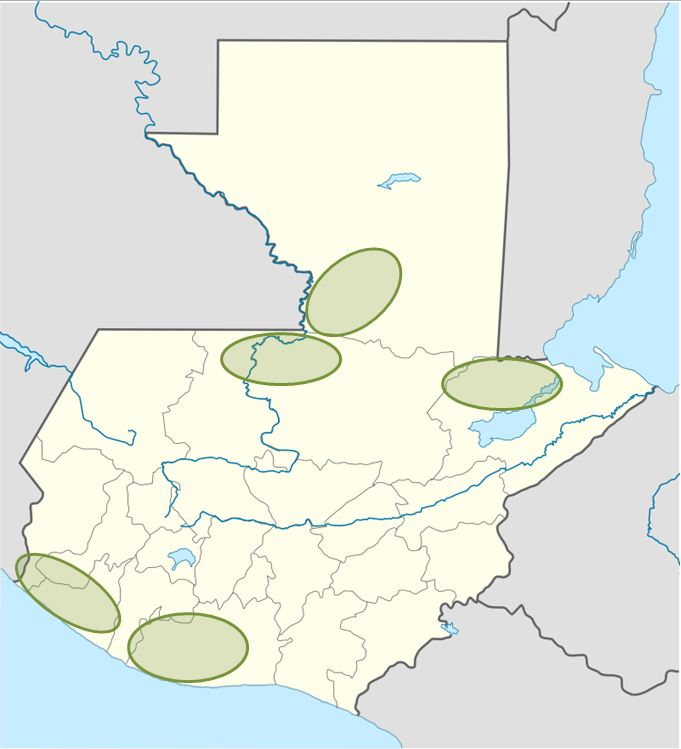
Áreas de cultivo de palma africana en Guatemala en 2014.

Satisfacer la demanda de aceites y grasas comestibles del mercado interno y parte del mercado externo ayuda a explicar por qué el aceite de palma ganó terreno desplazando otros aceites, lo que ha conducido al surgimiento de nuevas empresas asociadas a grandes capitales, en una nueva fase inversionista que se observa particularmente en los territorios que conforman la Franja Transversal del Norte. Convertirse en uno de los principales países agroexportadores de aceite de palma es el objetivo que ha motivado que las empresas palmeras se hayan enfrascado en una etapa de creciente producción, pese a la tendencia decreciente del precio internacional de ese aceite. El área de mayor dinamismo se observa en los municipios de Chisec y Cobán, Alta Verapaz; Ixcán, Quiché, y Sayaxché, Petén, donde opera Palmas del Ixcán, S.A. (PALIX), con plantaciones propias y productores independientes. Algo parecido ocurre en los municipios de Fray Bartolomé de Las Casas y Chahal, Alta Verapaz; El Estor y Livingston, Izabal; y San Luis (Petén), Petén, donde la empresa Naturaceites se ha posicionado.
La lógica para introducir la palma africana proviene de la sustitución gradual de las plantaciones de algodón en la zona. ltivo del algodón. A partir de la década de 1990 uno de los principales productores de algodón de Guatemala, la familia Molina Espinoza, comenzó a reconvertir zonas algodoneras y ganaderas de su propiedad, en plantaciones de palma africana. Con la destrucción de plantaciones bananeras en Izaba  debido a huracanes, otros grupos empresariales como Agroamérica, de la familia Bolaños Valle, y Naturaceites -antes INDESA-, de la familia Maegli-Müeller, sustituyeron parte del cultivo de banano por el de palma africana. Los inversionistas en palma africana ampliaron sus plantaciones desde la costa sur hacia el norte del país, adquiriendo tierras en la Franja Transversal del Norte y Petén; para 2014 se estimó que el área sembrada de palma africana tenía una extensión de ciento treinta mil hectáreas.  El proyecto se fundó exclusivamente para la producción de agrodiésel de palma, el cual se vendería como materia prima bajo contrato a Green Earth Fuels (GEF) para su procesamiento y posterior transformación en plantas en los Estados Unidos.
La empresa Green Earth Fuels se caracteriza por ser una productora de agrocombustibles de materias primas agrícolas diferentes; originalemtne, en la empresa PALIX los únicos socios eran GEF (99.999%) y el empresario guatemalteco José Miguel Enrique Arriola Fuxet (0.001%) con un capital inicial de US$29.4 millones. Pero en 2010 Arriola Fuxet se retiró como socio quedando la empresa completamente en manos de estadounidenses. El proyecto se perfilaba como una mega inversión en agrodiésel de palma, que aprovecharía las ventajas que le representaba el asfaltado de la carretera de la FTN, que estaba en marcha desde el gobierno de Óscar Berger Perdomo y que la conectaría con el puerto de Santo Tomás de Castilla.  Pero la caída de los precios del aceite de palma y la prohibición en Estados Unidos del uso de aceite de palma para la producción de agrodiésel -debido a la presión de los productores de maíz de ese país- condujeron a que GEF se retirara del proyecto.
Tras el retiro de GEF PALIX pasó a ser parte del grupo Tecún de la familia Maegli-Müeller, quienes también poseen la empresa Naturaceites que tiene plantaciones de palma africana en Fray Bartolomé de las Casas y Chahal en Alta verapaz, en Livingston y El Estor, Izabal y en San Luis, Petén. En 2014, en la frontera entre Guatemala y México delimitada por el río Salinas, PALIX tiene sus una de sus plantaciones en la comunidad de La Soledad; en el área de Ixcán hay productores independientes de palma en la región bordeada por el río Chixoy y la frontera con México, en donde se encuentran las comunidades de Vista Hermosa, Providencia, Santa Cruz y Las Flores; finalmente, en el área petrolera de Rubelsanto - por donde pasa la carretera de la FTN- alberga a pequeños productores independientes y se encuentran las grandes plantaciones de PALIX y de otras empresas asociadas.  Existen denuncias por contaminación en el río El Jute que pasa por la finca Chiriviscal en la carretera de la FTN.

## Turismo

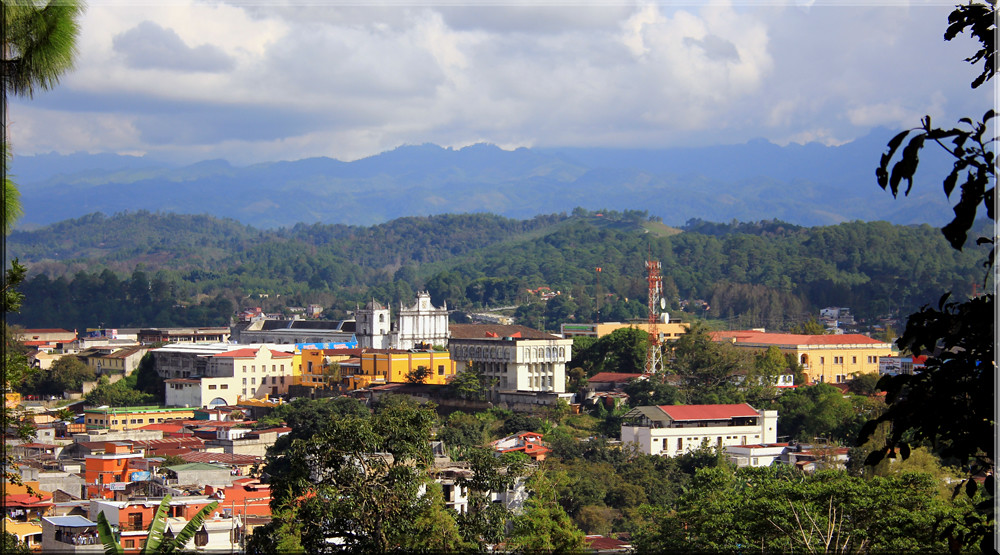
Vista a la ciudad de Cobán.

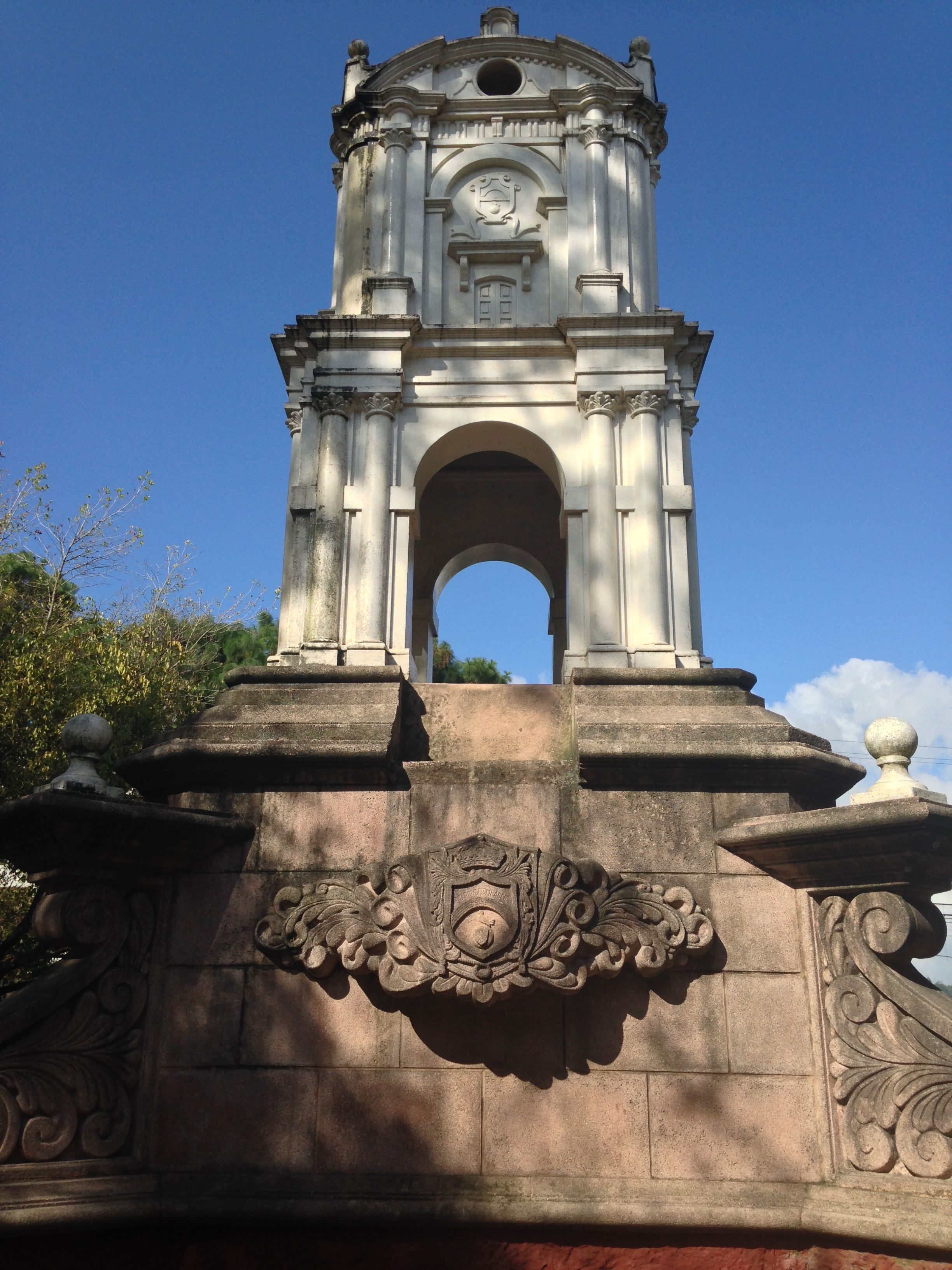
Monumento Torre del Reloj.

La ciudad de Cobán es actualmente uno de los destinos turísticos más importantes de Guatemala, esto debido a su cultura, gastronomía, clima y su arquitectura influenciada por familias alemanas que impactaron el desarrollo de la localidad. Cobán al igual que otras ciudades importantes en Guatemala como Quetzaltenango y Antigua Guatemala son núcleos de turismo nacional e internacional. El 52% de turistas extranjeros que ingresan a Cobán lo hacen vía terrestre y el 48% vía aérea utilizando el Aeropuerto de Cobán. El 52% de turistas en la ciudad son hombres y el 48% mujeres mayoritariamente entre los 26 a 35 años de edad. Según el Instituto Guatemalteco de Turismo, el 89% de visitantes de Cobán lo hacen por motivos de ocio o vacaciones, el 6% para visitar familiares y el 5% por motivos profesionales . El 83% de turistas se hospeda en los hoteles de la ciudad mientras que el resto se hospeda en la casa de un familiar o utilizan la aplicación Airbnb.
La ciudad de Cobán es el centro de servicios turísticos de las Verapaces incluyendo hoteles, restaurantes y servicios de transporte, entre otros. Dentro de los atractivos de la ciudad destacan:
1. Patrimonio cultural: Su rica herencia cultural reconocida en sus tres declaratorias de Patrimonio Cultural de Guatemala, siendo estas el centro histórico y su arquitectura colonial, el Festival Folklórico Nacional y su gastronomía ancestral declarados como Patrimonio Cultural Intangible de la Nación.
2. Microclimas y biodiversidad: Diversos microclimas con ecosistemas ricos en biodiversidad, entre ellos la Ecoregión Lachuá que actualmente es reconocida como humedal de importancia mundial, la ciudad cuenta con rutas turísticas de naturaleza, aventura, agroturismo y cultura.
3. Riqueza hidríca: El municipio de Cobán en sus 2132 km² de extensión territorial cuenta con 48 ríos, cuatro lagunas, dos lagunetas, 11 arroyos y 7 quebradas, albergando una gran cantidad de especies endémicas.
4. Turismo agrícola: Dentro del territorio de Cobán se encuentran las actividades agrícolas y su historia vinculada a la producción de café, té y vainilla, así como el cultivo de cardamomo del cual Guatemala es el primer productor mundial.

Cobán es una ciudad que atrae el turismo nacional pues es considerada un destino para eventos, a lo largo del año se realizan actividades que atraen flujos importantes de visitantes como la Media Maratón de Cobán, en el mes de mayo; el Festival Folklórico nacional en agosto y la Exposición Internacional de Orquídeas en noviembre.

### Origen de los visitantes extranjeros
| País de Origen | % de turistas que visitan la ciudad | % de turistas que visitan la ciudad |
| -------------- | ----------------------------------- | ----------------------------------- |
| Estados Unidos | 16                                  | 16                                  |
| Francia        | 9                                   | 9                                   |
| Alemania       | 9                                   | 9                                   |
| Israel         | 7                                   | 7                                   |
| Países Bajos   | 7                                   | 7                                   |
| Australia      | 6                                   | 6                                   |
| Reino Unido    | 5                                   | 5                                   |
| España         | 5                                   | 5                                   |
| Canadá         | 4                                   | 4                                   |
| El Salvador    | 4                                   | 4                                   |
| Otros países   | 27                                  | 27                                  |